# پر آگه براندت

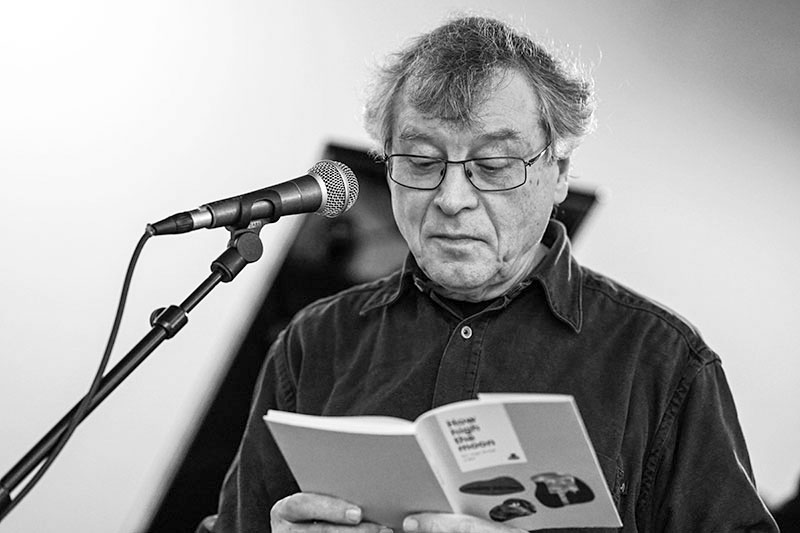
نگاره‌ای از «پر آگه براندت»، زبان‌شناس دانمارکی - ۲۰۱۸

پر آگه براندت (متولد ۲۶ آوریل ۱۹۴۴ در بوئنس آیرس) نویسنده، شاعر و زبان‌شناس اهل دانمارک است. او دوره کارشناسی ارشد فیلولوژی زبان‌های رومی را در دانشگاه کپنهاگ در سال ۱۹۷۱ به پایان برد و در سال ۱۹۸۷ از دانشگاه سوربن دکترای نشانه‌شناسی گرفت.
او کتاب‌های زیادی در مورد نشانه‌شناسی، زبان‌شناسی، فرهنگ، موسیقی و شعر تألیف کرده‌است. او در سال ۱۹۶۹ اولین مجموعه شعر خود را با عنوان پوئسی منتشر کرد و از آن زمان تا کنون چند مجموعه شعر و مجموعه مقاله دربارهٔ شعر به چاپ رسانده‌است.